# آنوریسم آئورت شکمی
آنوریسمی آئورت شکمی، فتق ۱۵۰ درصدی آئورت شکمی است. معمولاً نشانه ای بارزی ندارد مگر هنگامیکه پاره شود. گهگاه ممکن است همراه با درد شکمی ، پشت یا پا باشد. آنوریسم های بزرگ را گاه می توان با فشار دادن ر روی شکم حس کرد. پارگی می‌تواند منجر به درد در شکم یا پشت، کاهش فشار خون یا از دست رفتن کوتاه هوشیاری شود.

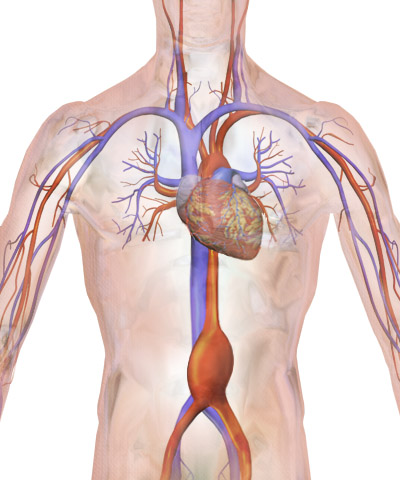

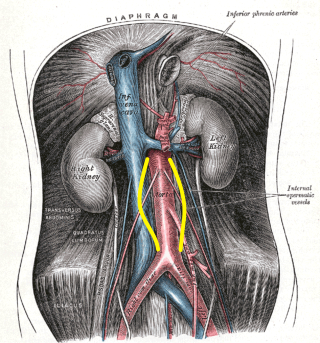

## نگارخانه

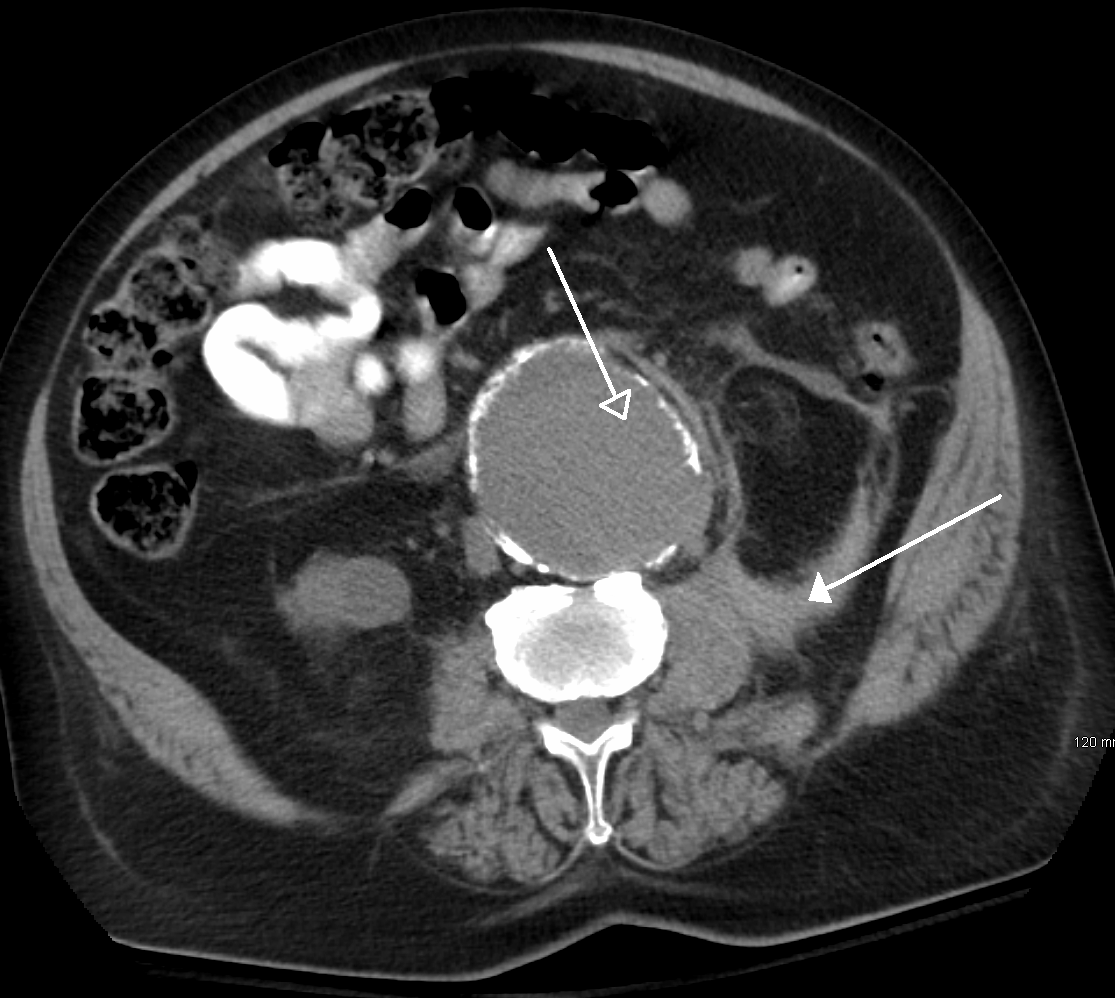
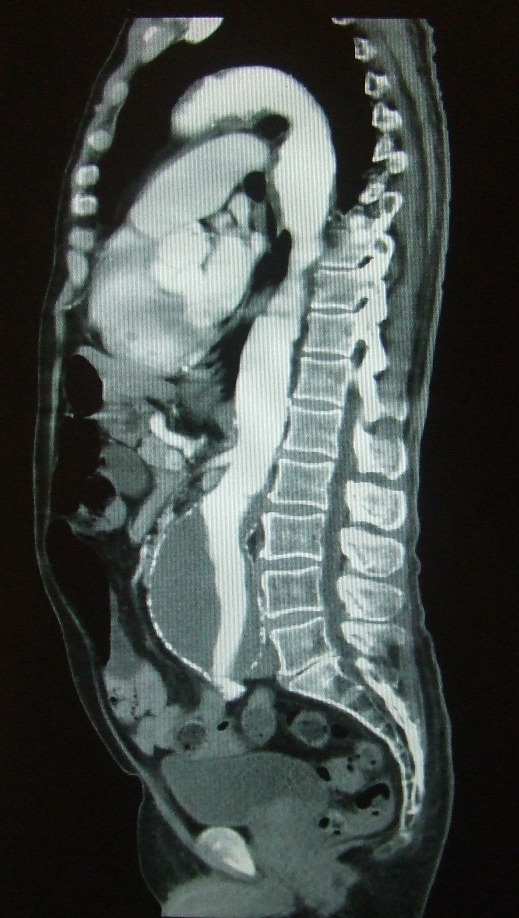
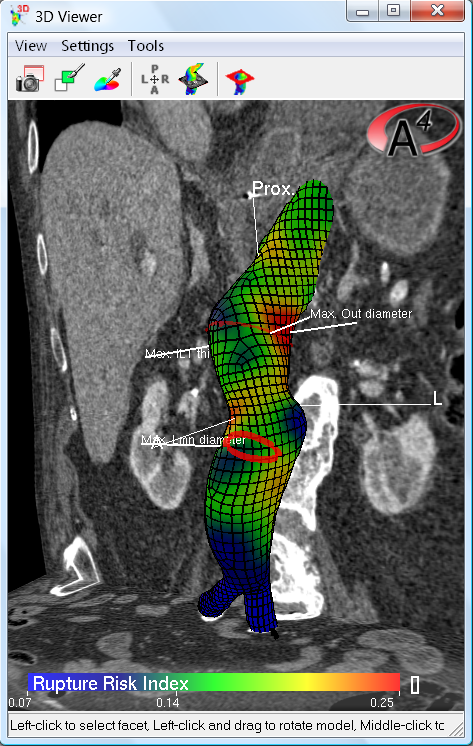
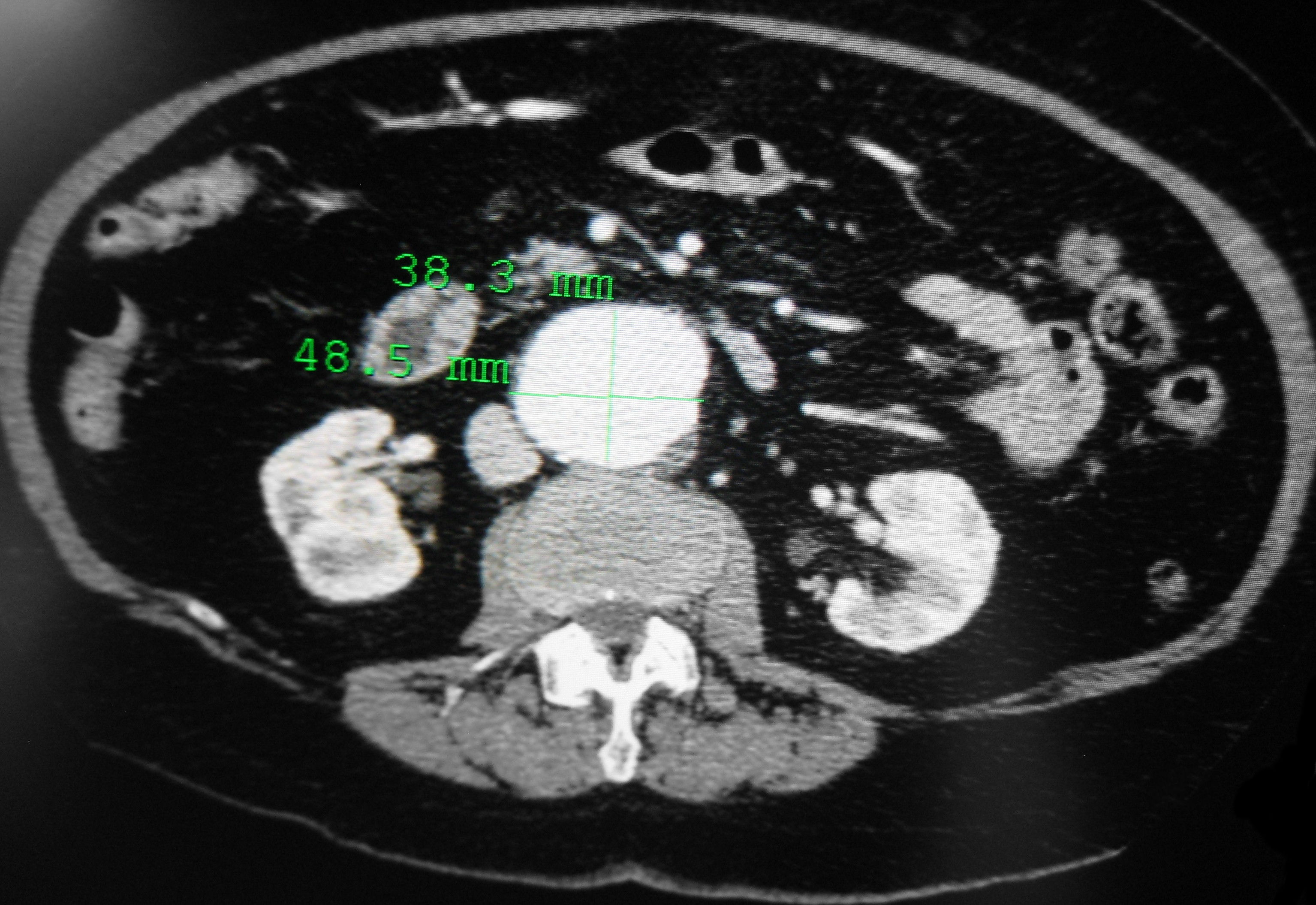
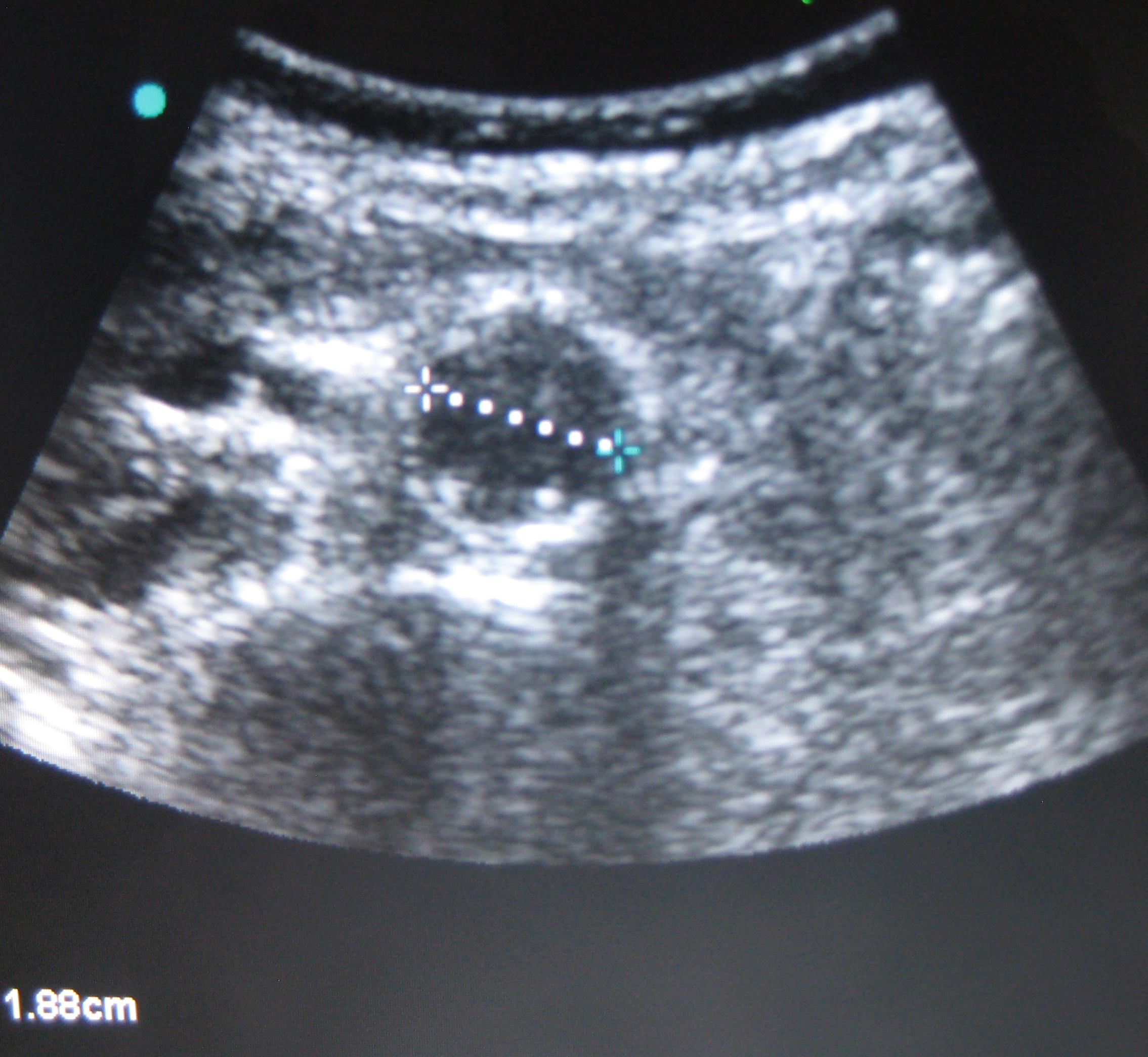
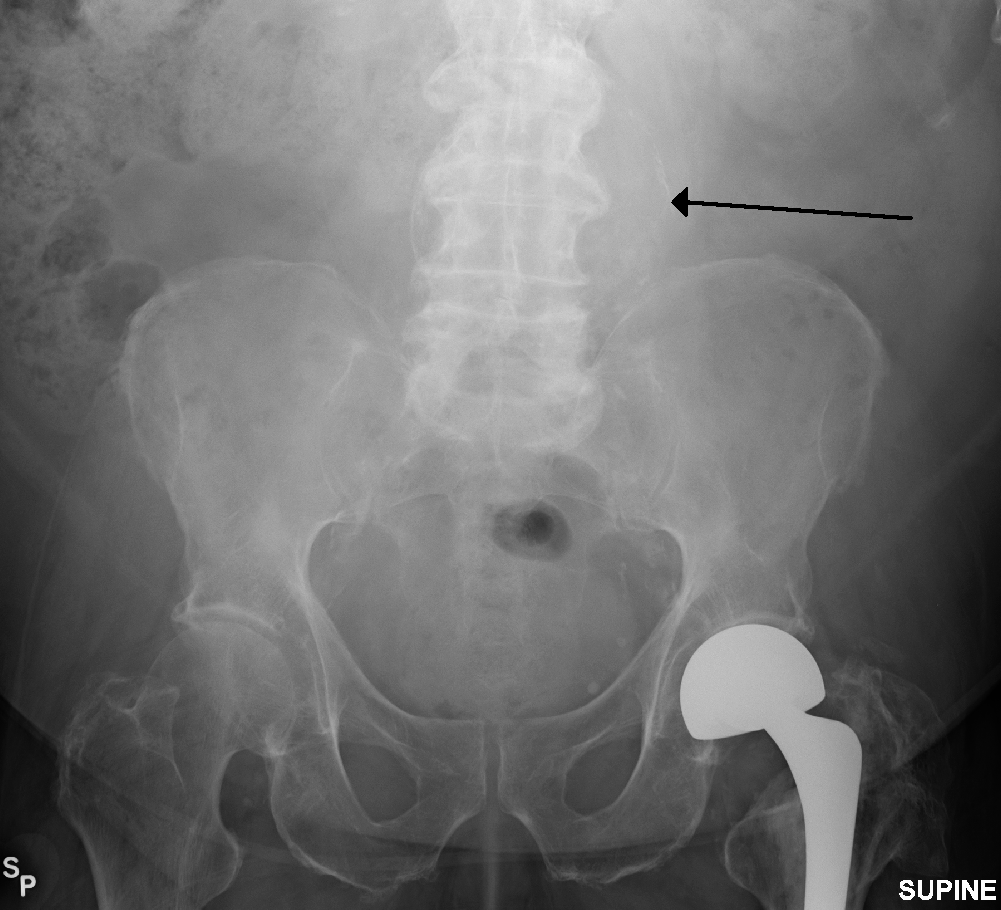
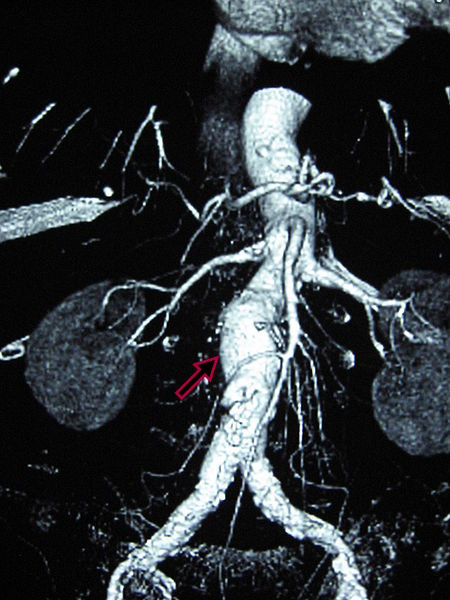

## References
1. ↑  Logan, Carolynn M.; Rice, M. Katherine (1987).
2. 1 2 3  Kent KC (27 November 2014).
3. ↑  Upchurch GR, Schaub TA (2006).
4. ↑  Spangler R, Van Pham T, Khoujah D, Martinez JP (2014).